# 九龍巴士71B線
新界巴士路線71B，由九巴營辦，循環來往富亨及大埔中心，主要方便富亨邨一帶居民到大埔中心轉乘其他跨區巴士路線。
本線屬大埔區區內線，是目前全港全程收費最低廉的巴士路線，也是全港行車里數最低的循環線。
本線亦是九巴最後一條全線以非低地台巴士作掛牌的非過海路線，直至2014年6月才加入低地台巴士。

## 歷史
- 1991年6月27日：71B線投入服務。
- 1991年9月15日：隨著九巴21M線取消服務，本線成為「行車里數最短的循環線巴士路線」。
- 1993年4月5日：九巴調整票價，由原本$0.5加至$0.7。
- 1993年11月5日：271線改為每天全日服務，本路線由原本接駁72X、73X、74X、75X的路線改為獨立路線，收費亦由$0.7加至$1（7個月內加價1倍），但仍比收費標準低。（1993年低於三公里路線的收費標準為$1.60）
- 1994年：九巴要求加至$1.5，但遭到反對。
- 1998年6月22日：配合龍運巴士E41線投入服務，總站由大埔中心遷往富亨。
- 2002年：九巴計劃改派空調巴士行走本路線，仍然遭到反對。
- 2004年12月31日：正式改為全空調服務，新收費為$1.6。
- 2008年6月8日：九巴調整票價，由原本$1.6加至$1.7。
- 2011年5月15日：九巴調整票價，由原本$1.7加至$1.8。
- 2013年3月17日：九巴調整票價，由原本$1.8加至$1.9。
- 2014年7月6日：九巴調整票價，由原本$1.9加至$2。
- 2015年6月27日：增設到站時間預報。[1]
- 2021年4月4日：九巴調整票價，由原本$2加至$2.2。
- 2023年6月18日：九巴調整票價，由原本$2.2加至$2.3。

## 服務時間及班次
| 富亨開           | 富亨開       | 富亨開       |
| 日期             | 服務時間     | 班次（分鐘） |
| ---------------- | ------------ | ------------ |
| 星期一至六       | 05:35、05:47 | 05:35、05:47 |
| 星期一至六       | 06:00-09:00  | 10           |
| 星期一至六       | 09:00-13:00  | 12           |
| 星期一至六       | 13:00-21:00  | 10           |
| 星期一至六       | 21:00-00:00  | 12           |
| 星期一至六       | 00:00-00:30  | 15           |
| 星期日及公眾假期 | 05:35-06:20  | 15           |
| 星期日及公眾假期 | 06:36        |              |
| 星期日及公眾假期 | 06:48-13:00  | 12           |
| 星期日及公眾假期 | 13:00-21:00  | 10           |
| 星期日及公眾假期 | 21:00-00:00  | 12           |
| 星期日及公眾假期 | 00:00-00:30  | 15           |

## 收費
全程：$2.3
| - 本線設有12歲以下小童及65歲或以上長者半價優惠。 - 65歲或以上香港居民使用「樂悠咭」，以及12歲以下合資格殘疾兒童使用「殘疾人士身份」個人八達通繳付車資，均可享有每程$2.0或半價（以較低者為準）的票價優惠；12至64歲合資格殘疾人士使用「殘疾人士身份」個人八達通（包括「樂悠咭」），以及60至64歲香港居民使用「樂悠咭」繳付車資，均可享有每程$2.0或全費（以較低者為準）的票價優惠。 - 65歲或以上長者如使用長者或一般個人八達通繳付車資，則只可享有半價優惠；12至64歲合資格殘疾人士如不使用「殘疾人士身份」個人八達通，以及60至64歲人士如不使用「樂悠咭」繳付車資，必須繳付全費。 - 乘客可以現金或八達通於上車時付款，不設找續。 - 每位成人乘客可免費攜帶最多兩名4歲以下而不佔座位的兒童乘客乘車，超額之4歲以下小童必須繳付小童車費乘車。 - 持有「九巴月票」之乘客在車票有效期內，每日可享最多10程任何九龍巴士及龍運巴士路線（包括本路線，以及聯營路線的九龍巴士／龍運巴士提供的班次；惟乘搭機場「A」及「NA」線則可享原價二七折優惠（不會計算每天10次合資格車程））；而B1線則每日可享最多各2程（不會計算每天10次合資格車程）。 - 九龍巴士、城巴、龍運巴士及陽光巴士全職員工及家屬（不包括外判職員）可免費乘搭本路線，惟必須拍職員或職員家屬八達通。 - 乘客亦可透過多元化電子支付系統（e度嘟）繳付車資，包括使用非接觸式VISA卡、JCB卡、萬事達卡、銀聯卡、美國運通、大來國際、Discover Card、Apple Pay、Google Pay、Samsung Pay、AlipayHK「易乘碼」、支付寶、WeChatHK／微信支付「搭車碼」、銀聯雲閃付「乘車碼」及BOC Pay「乘車碼」。乘客使用此付款方式，使用此支付方式的乘客可享有中途下車之分段收費，以及與其他九巴／龍運獨營路線或聯營線九巴／龍運班次之轉乘優惠，惟不適用於與非九巴／龍運路線之轉乘優惠，亦不能享有「公共交通費用補貼計劃」及「長者及合資格殘疾人士公共交通票價優惠計劃」。 |

## 使用車輛
本線獲派2輛斯堪尼亞K230UB 12米（ASC）單層巴士，均屬上水車廠。
| 車隊編號 | 車牌   |
| -------- | ------ |
| ASC6     | NW2148 |
| ASC23    | PB6753 |

## 行車路線
經：頌雅路、南運路、安埔路、大埔中心巴士總站、安埔路、南運路及頌雅路。

### 走線圖

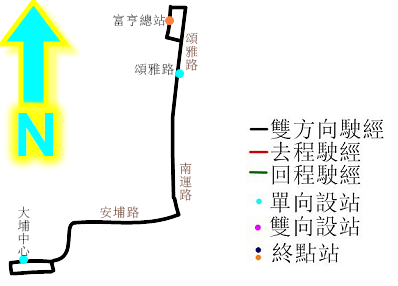

### 沿線車站
| 富亨開 | 富亨開           | 富亨開           |
| 序號   | 車站名稱         | 位置             |
| ------ | ---------------- | ---------------- |
| 1      | 富亨巴士總站     | 富亨巴士總站     |
| 2      | 頌雅路           | 頌雅路           |
| 3      | 大埔中心巴士總站 | 大埔中心巴士總站 |
| 4      | 富亨巴士總站     | 富亨巴士總站     |

## 客量
由於本線由富亨開往大埔中心的時間比步行快，所以深受富亨邨居民歡迎，在下午繁忙時間經常滿座，甚至需要站立於車廂。但由於本線車程十分短，乘客大多不上車廂上層，導致時常出現假頂閘的情況，但客量始終不俗。
亞洲電視節目《今日睇真D》特別提及本路線，謂本線為全港最短的巴士線，全程只有四個站，某主持謂只需步行亦可，其中一位主持乘搭本線而另一主持則步行，結果步行的主持顯得相當辛苦。

## 外部連結
- 九巴 71B 線 （页面存档备份，存于）

| 前任： 九龍巴士21M線 1979年9月30日-1991年9月14日 | 行車里數最短的循環線巴士路線 1991年9月15日至今 | 現任 |